# Jan de Witte (burgemeester)

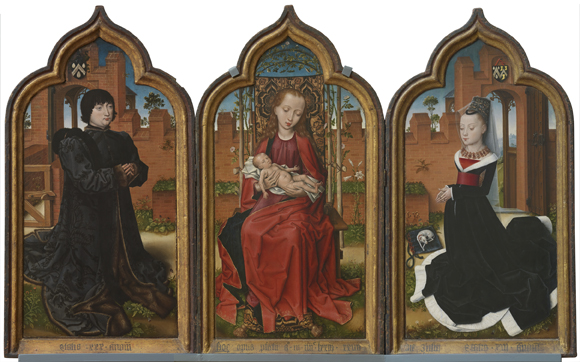
Drieluik Madonna met Jan de Witte en Maria Hoose, door de Meester van 1473 (Koninklijke Musea, Brussel)

Jan de Witte (Brugge, ca. 1420-1430 - 22 januari 1486) was burgemeester van Brugge.

## Levensloop
Meester Jan de Witte behoorde tot de Brugse elite. Familielid was onder meer Jacob de Witte, die bij herhaling lid was van het stadsbestuur. Jan was getrouwd met Margaretha Bornuydt en hertrouwde na haar dood met Maria Hoose. Met zijn tweede vrouw waren zij de ouders van de predikheer Johannes de Witte (1475-1540), de eerste bisschop van Cuba. 
In 1476 kocht hij het leen Hof van Ruddervoorde en werd voortaan vaak als Heer van Ruddervoorde vernoemd. 
In 1472-73 werd hij burgemeester van de raadsleden en in 1482-83 was hij burgemeester van de schepenen in Brugge.
Hij vertegenwoordigde de stad Brugge in de Raad van Vlaanderen, in 1474, in 1483 en in 1486. 
Hij bestelde een drieluik bij een anonieme meester waarop de Madonna centraal stond, met zijn portret op het linkerluik en zijn tweede echtgenote Maria Hoose op het rechterluik.
Jan de Witte werd bijgezet onder een koperen vloerzerk in de kerk van de predikheren in de Langestraat.

## Bron
- Stadsarchief Brugge, Lijst van deWetsvernieuwingen van 1358 tot 1794.